# Stein AG
| AG ist das Kürzel für den Kanton Aargau in der Schweiz. Es wird verwendet, um Verwechslungen mit anderen Einträgen des Namens Stein zu vermeiden. |

Stein (schweizerdeutsch: ʃtæi) ist eine Einwohnergemeinde im Schweizer Kanton Aargau. Sie gehört zum Bezirk Rheinfelden und liegt im Zentrum der Region Fricktal am Hochrhein, an der Grenze zu Deutschland.

## Geographie
Das Dorf liegt am linken Ufer des Rheins, gegenüber der deutschen Stadt Bad Säckingen. Der von zwei Brücken überspannte Fluss ändert auf einer Strecke von nur zwei Kilometern zweimal seine Fliessrichtung, zuerst von Westen nach Süden, dann wieder nach Westen. Das alte Dorfzentrum liegt an der zweiten Flussbiegung. Die neueren Dorfteile erstrecken sich in Richtung Osten und Norden in das flache Sisslerfeld. Südlich des Dorfkerns und der Eisenbahnlinie und der Autobahn erhebt sich der Eikerberg mit der Mumpferflue im Nordwesten. Dieser Hügel des Tafeljuras besitzt zum Rhein sehr steile Flanken und geht dann in eine flache und ausgedehnte Hochebene über.
Die Fläche des Gemeindegebiets beträgt 283 Hektaren, davon sind 63 Hektaren bewaldet und 121 Hektaren überbaut. Der höchste Punkt liegt auf 490 m ü. M. auf der Hochebene des Eikerbergs, der tiefste auf 285 m ü. M. am Rhein. Nachbargemeinden in der Schweiz sind Mumpf im Westen, Obermumpf im Süden, Münchwilen im Südosten und Sisseln im Nordosten. Im Norden grenzt Stein an die deutsche Stadt Bad Säckingen.

## Geschichte
Die erste urkundliche Erwähnung von Stein stammt aus dem Jahr 1281. Allfällige frühere Dokumente sind wahrscheinlich 1272 beim Stadtbrand von Säckingen verloren gegangen. Der Ortsname stammt vom althochdeutschen (ze) steine und bedeutet «beim Felsen». Das Dorf gehörte zum ältesten Besitz des Damenstift Säckingen und war jahrhundertelang eine recht kleine Siedlung. Landesherren und Schutzherren des Klosters waren die Habsburger, die nach dem Waldshuterkrieg von 1468 das gesamte Fricktal an Burgund verpfändeten. Als die Burgunder von den Eidgenossen während der Burgunderkriege vernichtend geschlagen worden waren, kam Stein 1477 wieder unter österreichische Herrschaft.
Nach der Reichsreform des österreichischen Kaisers Maximilian I. im Jahr 1491 gehörte Stein zu Vorderösterreich und lag in der Landschaft Fricktal, einer untergeordneten Verwaltungseinheit der Kameralherrschaft Rheinfelden (ab 1752 im Oberamt Breisgau). Das Dorf lag etwa einen Kilometer südlich der Rheinbrücke nach Säckingen. Die mindestens seit dem 13. Jahrhundert bestehende Holzbrücke wurde in den Jahren 1408, 1480 und 1570 durch Hochwasser zerstört. 1573 entstand ein Neubau mit steinernen Pfeilern, die heute noch existieren. Im 17. Jahrhundert gab es kaum längere Friedenszeiten. Der Rappenkrieg, ein Bauernaufstand, der im Nachbardorf Mumpf ausbrach, dauerte von 1612 bis 1614.
Der Dreissigjährige Krieg, der zwischen 1633 und 1638 auch das Fricktal erfasste, warf das Dorf in seiner wirtschaftlichen Entwicklung zurück. So wurde 1633 die Brücke durch schwedische Truppen zerstört; erst zwanzig Jahre später konnte sie wieder aufgebaut werden. Doch bereits 1678 wurde die Brücke erneut zerstört, diesmal während des Holländischen Krieges durch die Franzosen. Auch während des Pfälzischen Erbfolgekriegs (1688–1697) zogen fremde Truppen durch die Region. Erst 1699 war die Brücke wieder passierbar. Bereits 1680 hatte Österreich seine herrschaftlichen Rechte über Stein, Hornussen, Niederzeihen, Hellikon und Zuzgen an das Kloster Säckingen verpfändet. Erst 1740 konnte das Pfand zu einem Preis von 15'000 Gulden wieder zurückgekauft werden.

Luftansicht (1949)

1797 wurde das Fricktal nach dem Frieden von Campo Formio ein französisches Protektorat. Während des Zweiten Koalitionskrieges verlief hier die Frontlinie zwischen den Armeen Frankreichs und Österreichs. Der Friede von Lunéville hatte zur Folge, dass die Stadt Säckingen ihre linksrheinischen Gebiete abtreten musste und diese zum grössten Teil zur Gemeinde Stein gelangten. Am 20. Februar 1802 wurde Stein eine Gemeinde im Distrikt Frick des Kantons Fricktal, der sich im August der Helvetischen Republik anschloss. Seit dem 19. Februar 1803 gehört die Gemeinde zum Kanton Aargau.
Am 2. August 1875 erhielt die Gemeinde mit der Eröffnung der Bözbergbahn und des Bahnhofs Stein-Säckingen einen Anschluss an das Eisenbahnnetz. Am 1. August 1892 folgte die Zweigstrecke durch das Hochrheintal nach Koblenz. In der zweiten Hälfte des 20. Jahrhunderts setzte ein rasantes Wachstum ein. 1957 eröffnete das Pharmaunternehmen Ciba-Geigy AG (heute Novartis) eine riesige Produktionsanlage. 1966 wurde das grosse Rheinkraftwerk Säckingen mit einem Stauwehr über den ganzen Fluss in Betrieb genommen. Zwischen 1950 und 2000 hat sich die Bevölkerungszahl mehr als verdreifacht. Im Jahr 1979 wurde mit der Fridolinsbrücke ein neuer Rheinübergang eröffnet.

## Wappen
Die Blasonierung des Gemeindewappens lautet: «In Rot eine schräg gestürzte weisse Fidel.» Um 1840 führte die Gemeinde ein redendes Wappen, das den «Stein am Rhein» symbolisieren sollte, aber heraldischen Ansprüchen überhaupt nicht genügte: Über einem weissen Quaderstein im Schildfuss ein weisses Wellenband in Grün, das Wellenband hatte zusätzlich die Aufschrift «Rhein». 1939 besann man sich auf ein historisch gerechtfertigtes Vorbild und verwendete (vorerst inoffiziell) das Fidelwappen der einst vor Ort begüterten Herren von Stein. Die definitive Einführung erfolgte 1965.

## Sehenswürdigkeiten

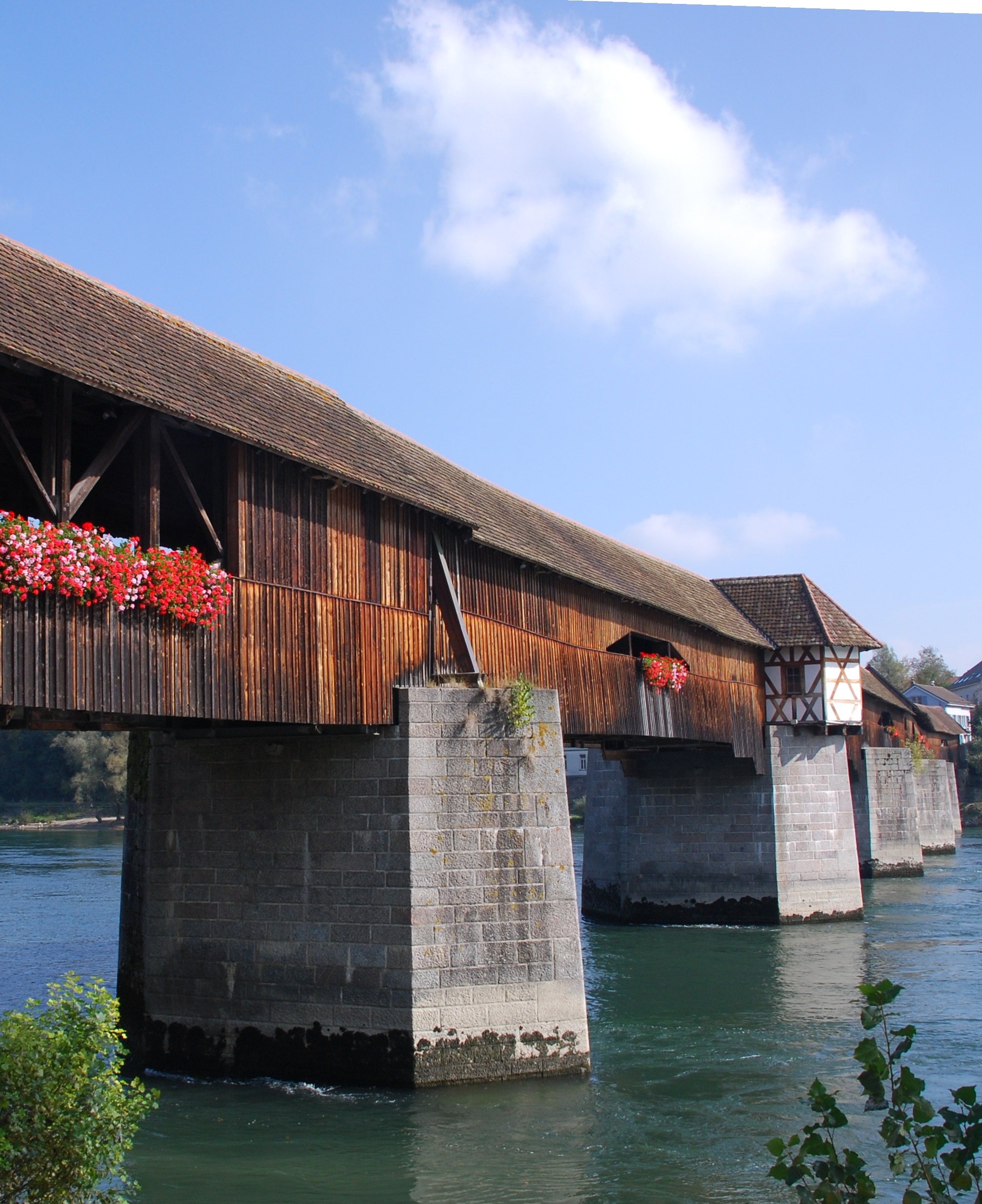
Holzbrücke Bad Säckingen Richtung Stein

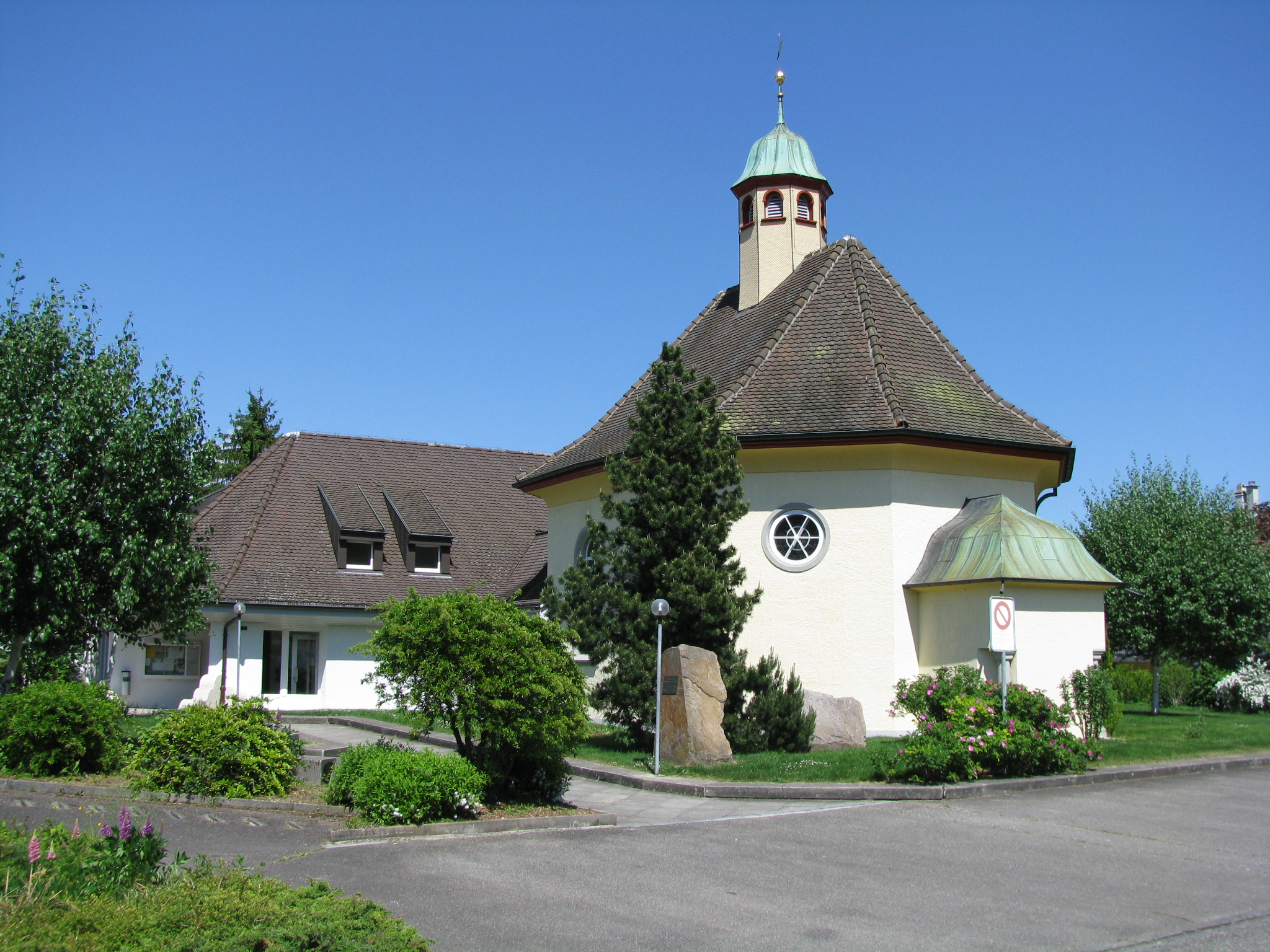
Reformierte Kirche Stein

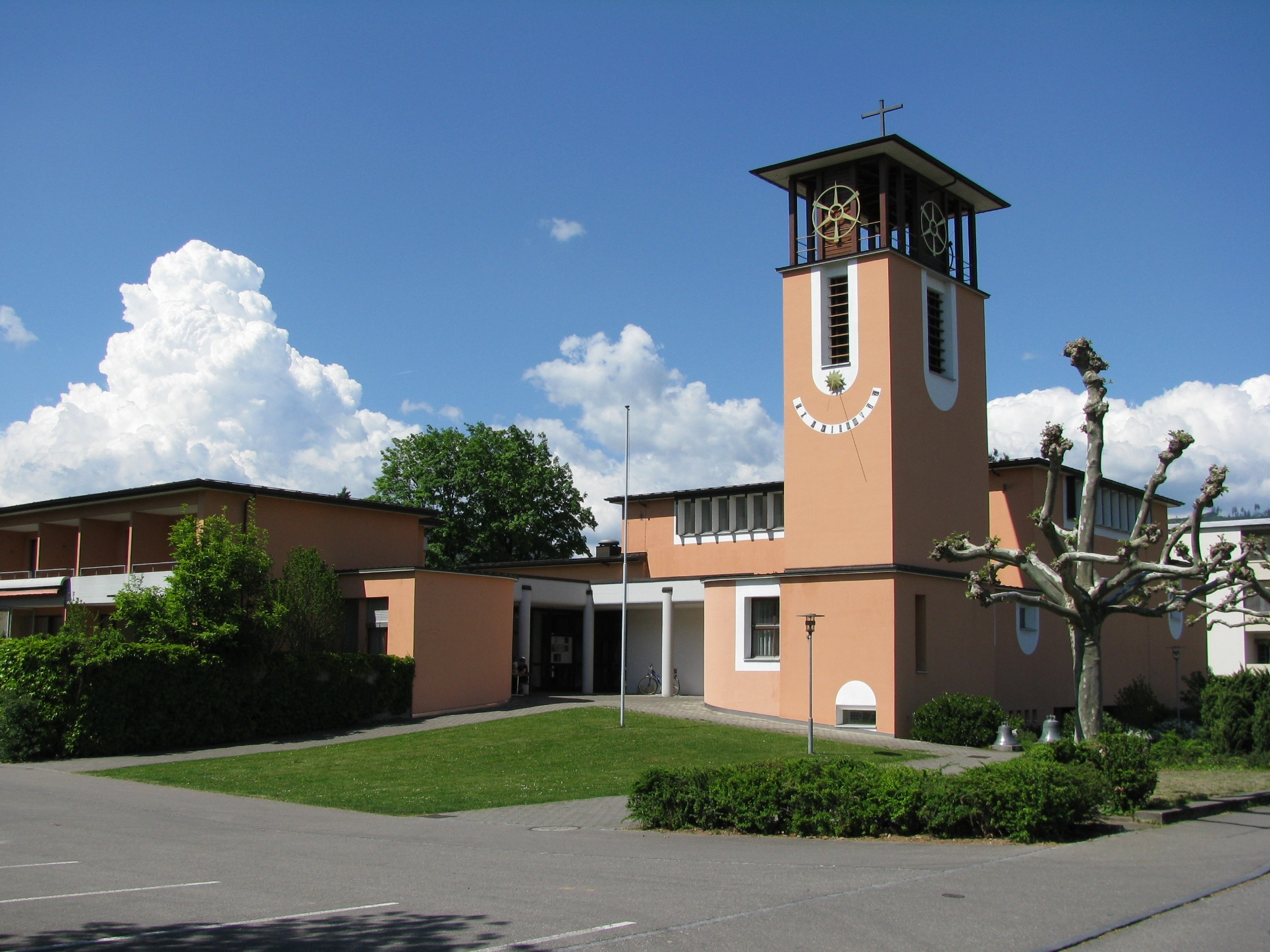
Römisch-katholische Kirche

## Bevölkerung
Die Einwohnerzahlen entwickelten sich wie folgt:
| Jahr      | 1768 | 1850 | 1900 | 1930 | 1950 | 1960 | 1970 | 1980 | 1990 | 2000 | 2010 | 2020 |
| Einwohner | 149  | 375  | 566  | 738  | 756  | 1060 | 1763 | 1798 | 1891 | 2414 | 2818 | 3253 |

Am 31. Dezember 2023 lebten 3504 Menschen in Stein, der Ausländeranteil betrug 42,9 %. Bei der Volkszählung 2015 bezeichneten sich 33,6 % als römisch-katholisch und 17,0 % als reformiert; 49,4 % waren konfessionslos oder gehörten anderen Glaubensrichtungen an. 86,6 % gaben bei der Volkszählung 2000 Deutsch als ihre Hauptsprache an, 3,6 % Italienisch, 3,0 % Albanisch, 2,0 % Serbokroatisch und 0,9 % Türkisch.

## Politik und Recht
Die Versammlung der Stimmberechtigten, die Gemeindeversammlung, übt die Legislativgewalt aus. Ausführende Behörde ist der fünfköpfige Gemeinderat. Er wird im Majorzverfahren vom Volk gewählt, seine Amtsdauer beträgt vier Jahre. Der Gemeinderat führt und repräsentiert die Gemeinde. Dazu vollzieht er die Beschlüsse der Gemeindeversammlung und die Aufgaben, die ihm vom Kanton zugeteilt wurden. Für Rechtsstreitigkeiten ist in erster Instanz das Bezirksgericht Rheinfelden zuständig. Stein gehört zum Friedensrichterkreis XIV (Rheinfelden).

## Wirtschaft
In Stein gibt es gemäss der im Jahr 2015 erhobenen Statistik der Unternehmensstruktur (STATENT) rund 3700 Arbeitsplätze, davon weniger als 1 % in der Landwirtschaft, 58 % in der Industrie und 41 % im Dienstleistungssektor. Das mit weitem Abstand grösste Unternehmen ist Novartis mit einer riesigen Produktionsanlage für pharmazeutische Produkte. Syngenta verfügt hier über Forschungseinrichtungen, daneben gibt es zahlreiche kleine und mittelgrosse Gewerbe- und Dienstleistungsunternehmen. Die Gemeinde Stein weist einen hohen Anteil von Zupendlern aus der Region auf.

## Verkehr
Stein ist verkehrsmässig ausgezeichnet erschlossen. Durch das Dorf verläuft die Hauptstrasse 3 zwischen Basel und Zürich, hier zweigt auch die Hauptstrasse 7 durch das Rheintal in Richtung Winterthur ab. Der nächstgelegene Anschluss der Autobahn A3 ist vier Kilometer entfernt bei Eiken.
Zwei Brücken führen über den Rhein nach Bad Säckingen; einerseits die Säckinger Holzbrücke, die älteste und längste gedeckte Holzbrücke Europas (heute nur noch für Fussgänger und Radfahrer zugänglich), andererseits die Fridolinsbrücke für den motorisierten Verkehr.
Der Bahnhof Stein-Säckingen ist ein Schnellzugshalt an der Bözbergstrecke. Hier teilt sich die von Basel kommende Linie S1 der S-Bahn Basel in zwei Äste nach Frick und Laufenburg. Für die Feinverteilung sorgen zwei Postautolinien nach Frick und Laufenburg. An Wochenenden verkehren eine Nacht-S-Bahn von Basel durch das Fricktal nach Brugg sowie ein Nachtbus von Möhlin durch das Möhlintal und das Fischingertal zurück nach Möhlin.
Durch Stein führt die «Rhein-Route» des von SchweizMobil markierten Velowegnetzes.

## Bildung
Die Gemeinde verfügt über drei Kindergärten und zwei Schulhäuser, in denen Primar-, Real- und Sekundarschüler unterrichtet werden. Die Bezirksschule kann in Rheinfelden besucht werden. Aufgrund einer interkantonalen Vereinbarung können Jugendliche aus Teilen des Fricktals das Gymnasium in Muttenz (Kanton Basel-Landschaft) oder in Basel absolvieren.
Bis spätestens 2029 soll das Fricktal eine eigene Kantonsschule erhalten. Als Standorte zur Wahl standen Rheinfelden, Frick und das Areal Neumatt Ost in Stein. 2021 entschied sich der Grosse Rat für Stein.

## Persönlichkeiten
- Christoph Haus (1652–1725), Weihbischof von Basel
- Johann Baptist Haus (1672–1745), Weihbischof von Basel
- Adolf Reinle (1920–2006), Kunsthistoriker
- Walter Saxer (1896–1974), Mathematiker
- Elisabeth Schmid-Bruggisser (1923–2014), erste Grossratspräsidentin des Kantons Aargau